# Port lotniczy Tsumeb
Port lotniczy Tsumeb (IATA: TSB, ICAO: FYTM) – port lotniczy położony w Tsumebie, w Namibii.